# Pterolophia multivittipennis
Pterolophia multivittipennis là một loài bọ cánh cứng trong họ Cerambycidae.